# Aston (Ariège)
Aston ist eine französische Gemeinde mit 193 Einwohnern (Stand 1. Januar 2022) im Département Ariège in der Region Okzitanien. Sie gehört zum Kanton Haute-Ariège und zum Arrondissement Foix. 

## Lage
Aston liegt rund 22 Kilometer südsüdöstlich von Foix in den französischen Pyrenäen, an der Grenze zu Andorra. Das Gemeindegebiet umfasst das gleichnamige Aston-Massiv, das durch den gleichnamigen Fluss Aston durchquert wird.
Sie grenzt 
- im Süden an Canillo und Ordino in Andorra,
- im Westen an Gestiès,
- im Nordwesten an Larcat und Miglos (Berührungspunkt),
- im Norden an Château-Verdun,
- im Nordosten an Pech und Albiès,
- im Osten an Lassur und Luzenac,
- im Südosten an Savignac-les-Ormeaux und Mérens-les-Vals.

## Bevölkerungsentwicklung
| Jahr      | 1962 | 1968 | 1975 | 1982 | 1990 | 1999 | 2008 | 2015 |
| --------- | ---- | ---- | ---- | ---- | ---- | ---- | ---- | ---- |
| Einwohner | 215  | 201  | 180  | 321  | 231  | 241  | 228  | 226  |